# Pristimantis renjiforum
Espèce
Synonymes
- Eleutherodactylus renjiforum Lynch, 2000

Statut de conservation UICN

 EN B1ab(iii) : En danger
Pristimantis renjiforum est une espèce d'amphibiens de la famille des Craugastoridae.

## Répartition
Cette espèce est endémique du département de Cundinamarca en Colombie. Elle se rencontre à Sibaté et à Cabrera entre 2 400 et 2 800 m d'altitude sur le versant ouest de la cordillère Orientale.

## Description
Les mâles mesurent de 21,9 à 23,8 mm et les femelles de 25,0 à 31,3 mm.

## Étymologie
Cette espèce est nommée en l'honneur de Camila, Patricia et Juan Manuel Renjifo.

## Publication originale
- Lynch, 2000 : A new species of frog, genus Eleutherodactylus (Leptodactylidae), from the Sabana de Bogota. Revista de la Academia Colombiana de Ciencias Exactas Fisicas y Naturales, vol. 24, no 92, p. 435-439 (texte intégral).